# Valle-di-Mezzana
Valle-di-Mezzana (korziško Valle di Mezana) je naselje in občina v francoskem departmaju Corse-du-Sud regije - otoka Korzika. Leta 1999 je naselje imelo 217 prebivalcev.

## Geografija
Kraj leži na zahodu otoka Korzike 18 km severno od središča Ajaccia.

## Uprava
Občina Valle-di-Mezzana skupaj s sosednjimi občinami Bocognano, Carbuccia, Cuttoli-Corticchiato, Peri, Sarrola-Carcopino, Tavaco, Tavera, Ucciani in Vero sestavlja kanton Celavo-Mezzana s sedežem v Bocognanu. Kanton je sestavni del okrožja Ajaccio.
1. ↑  »Populations légales 2016«. Nacionalni inštitut za statistične in gospodarske raziskave. Pridobljeno 25. aprila 2019.